# Челленджер (крейсерский танк)
Крейсерский танк Mk.VIII «Челленджер» (англ. Tank Cruiser Mk.VIII «Challenger»), A30 — британский средний крейсерский танк-истребитель периода Второй мировой войны. Был создан на удлинённом шасси танка «Кромвель» в 1942 году и, будучи вооружён наиболее мощной на тот момент британской танковой пушкой QF 17 pounder, предназначался для огневой поддержки и борьбы с бронетехникой на больших дистанциях. С появлением танка Sherman Firefly, имевшего то же вооружение, но обладавшего рядом преимуществ, «Челленджер» оказался во многом излишним и всего в ходе серийного производства в 1943—1944 годах было выпущено лишь 200 танков этого типа. «Челленджеры» поступали в части, имевшие на вооружении танки «Кромвель», для упрощения снабжения в основном однотипных машин, и применялись в боевых действиях в Европе в 1944—1945 годах как британскими, так и, в меньшем количестве, польскими и чехословацкими частями. С 1945 года было выпущено около 250 танков модифицированного варианта, «Эвенджер» (англ. Avenger), отличавшихся открытой сверху башней бо́льших размеров, однако в войска первые «Эвенджеры» попали уже после окончания войны

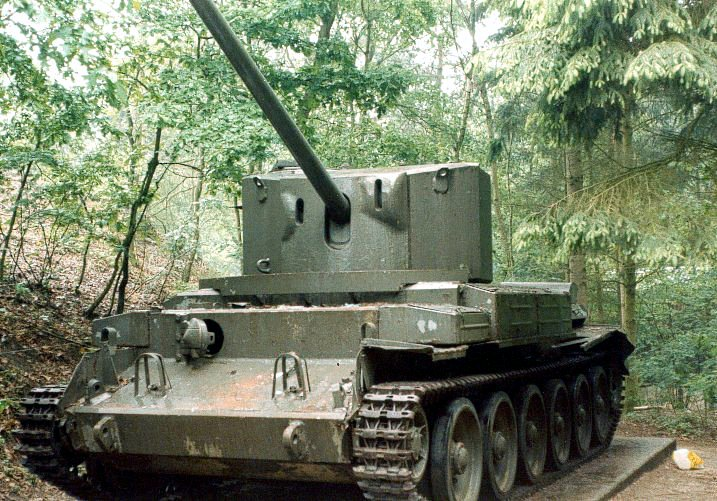
«Челленджер» в военном музее в Оверлоне